# باشگاه فوتبال آلبینولفه
باشگاه فوتبال آلبینولفه (انگلیسی: UC AlbinoLeffe) یک باشگاه فوتبال ایتالیایی است که نماینده آلبینو و لفه، دو شهر کوچک واقع در وال سریانا، لمباردی است. این باشگاه برای ۹ سال متوالی در سری بی بازی کرد و در پایان فصل ۲۰۰۸–۲۰۰۷ به سختی از صعود به سری آ بازماند. این تیم در حال حاضر در سری سی بازی می‌کند و از زمان سقوطش در فصل ۲۰۱۲–۲۰۱۱ در لیگ سوم ایتالیا حضور داشته‌است.